# Parc naturel Comana
Le Parc naturel Comana (en roumain : Parcul Natural Comana) est une aire protégée située en Roumanie, dans le département de Giurgiu, sur les territoires administratifs des communes de Comana, Băneasa, Călugăreni, Colibasi, Gostinari, Greaca, Mihai Bravu et Singureni.